# 富春郡 (中国)
富春郡，中国南北朝时设置的郡。
南朝梁太清三年（549年），侯景以富阳置，治所在富阳县（今浙江省杭州市富阳区）。辖区约今浙江省富阳市一带。后废。 